# Last Drop
Last Drop è un singolo del cantante sanvicentino Kevin Lyttle, pubblicato nel 2004 come secondo estratto dal suo album di debutto Kevin Lyttle.

## Tracce
CD Maxi
1. Last Drop – 3:22
2. I Like – 3:34
3. Drive Me Crazy – 3:50

- Extras: Video Enhancement

## Classifiche
| Classifica (2004) | Posizione massima |
| ----------------- | ----------------- |
| Australia         | 39                |
| Belgio (Fiandre)  | 37                |
| Belgio (Vallonia) | 52                |
| Finlandia         | 10                |
| Germania          | 58                |
| Irlanda           | 34                |
| Italia            | 22                |
| Paesi Bassi       | 23                |
| Regno Unito       | 22                |
| Svezia            | 36                |
| Svizzera          | 20                |